# Броквилл (Онтарио)
Броквилл (англ. Brockville) — город в Канаде, в провинции Онтарио, расположенный на Тысяче островов (и потому известный как Город тысячи островов, City of the 1000 Islands) у реки Святого Лаврентия. 
Согласно переписи 2006 года, население — 21957 человек (39668 человек вместе с агломерациями). Это одно из старейших городских поселений Канады, названное в честь генерала Айзека Брока (Isaac Brock).